# Séchilienne
Séchilienne ist eine französische Gemeinde mit 1.004 Einwohnern (Stand: 1. Januar 2022) im Département Isère in der Region Auvergne-Rhône-Alpes. Sie gehört zum Arrondissement Grenoble, zum Kanton Oisans-Romanche und zum Kommunalverband Grenoble Alpes Métropole. Die Einwohner werden Séchiliennois bzw. Chichilins genannt.

## Geographie
Die Gemeinde Séchilienne liegt an der Romanche am Nordwestrand des Oisans-Massivs der Dauphiné-Alpen, etwa 18 Kilometer südöstlich von Grenoble. Umgeben wird Séchilienne von den Nachbargemeinden Vaulnaveys-le-Haut im Norden, Chamrousse im Nordosten, Livet-et-Gavet im Osten, Saint-Barthélemy-de-Séchilienne im Südosten, Süden und Südwesten, Vizille im Westen und Nordwesten sowie Vaulnaveys-le-Bas im Nordwesten.

## Bevölkerungsentwicklung
| Jahr                       | 1962 | 1968 | 1975 | 1982 | 1990 | 1999 | 2011 | 2021 |
| -------------------------- | ---- | ---- | ---- | ---- | ---- | ---- | ---- | ---- |
| Einwohner                  | 599  | 548  | 474  | 641  | 673  | 760  | 954  | 1024 |
| Quellen: Cassini und INSEE |      |      |      |      |      |      |      |      |

## Sehenswürdigkeiten

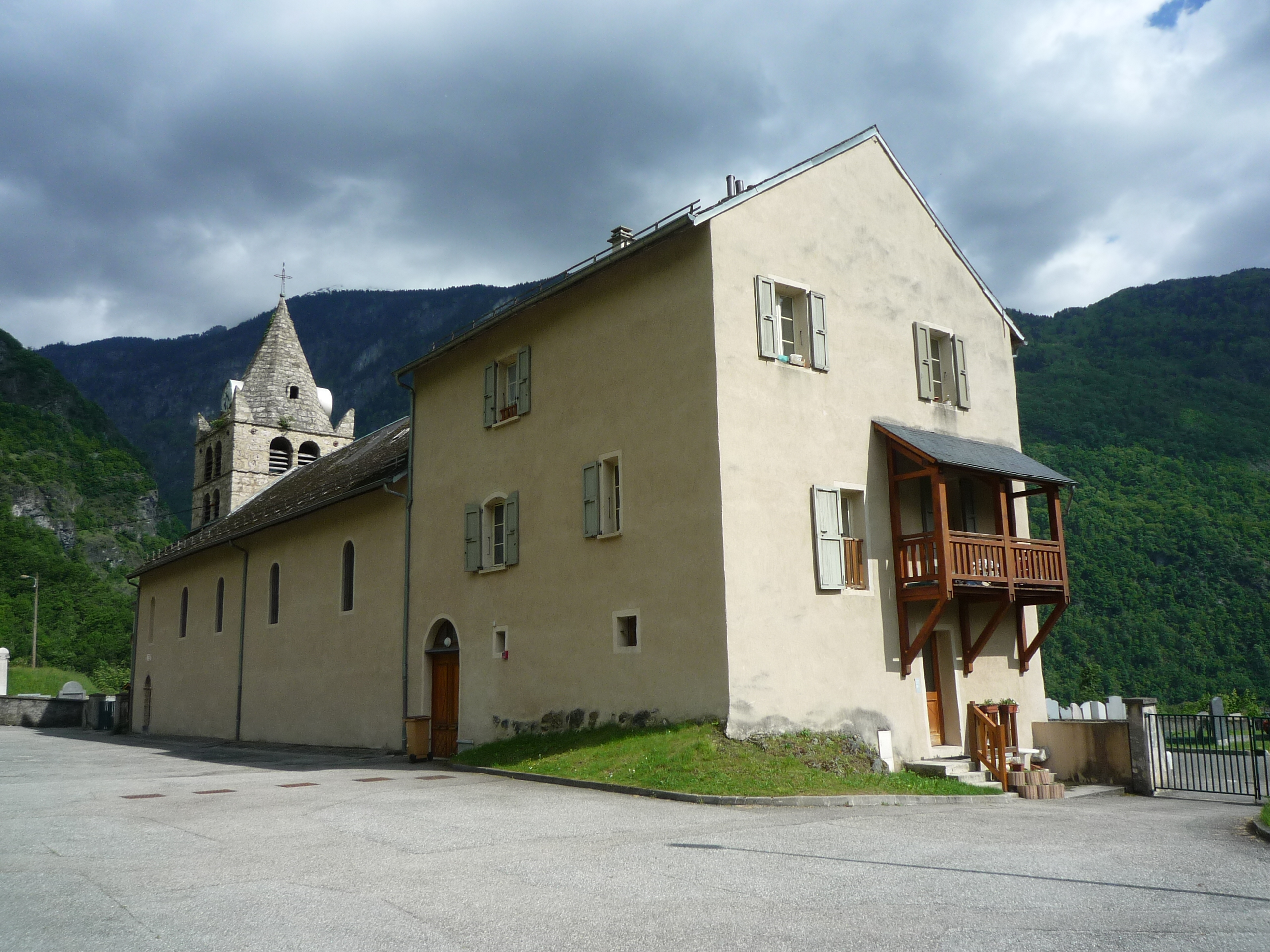
Kirche Saint-Martin
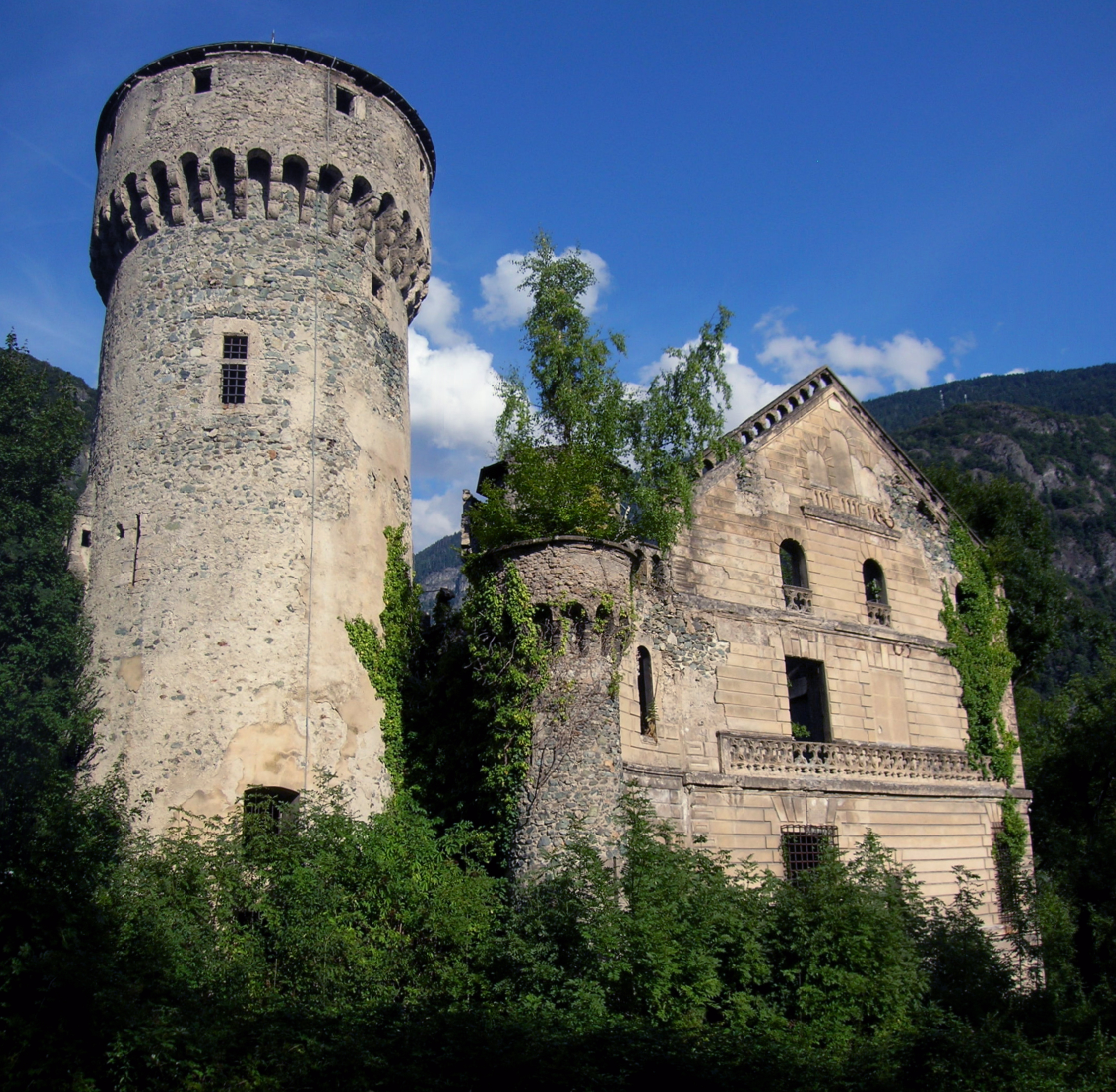
Burg Les Alleman aus dem 14. Jahrhundert
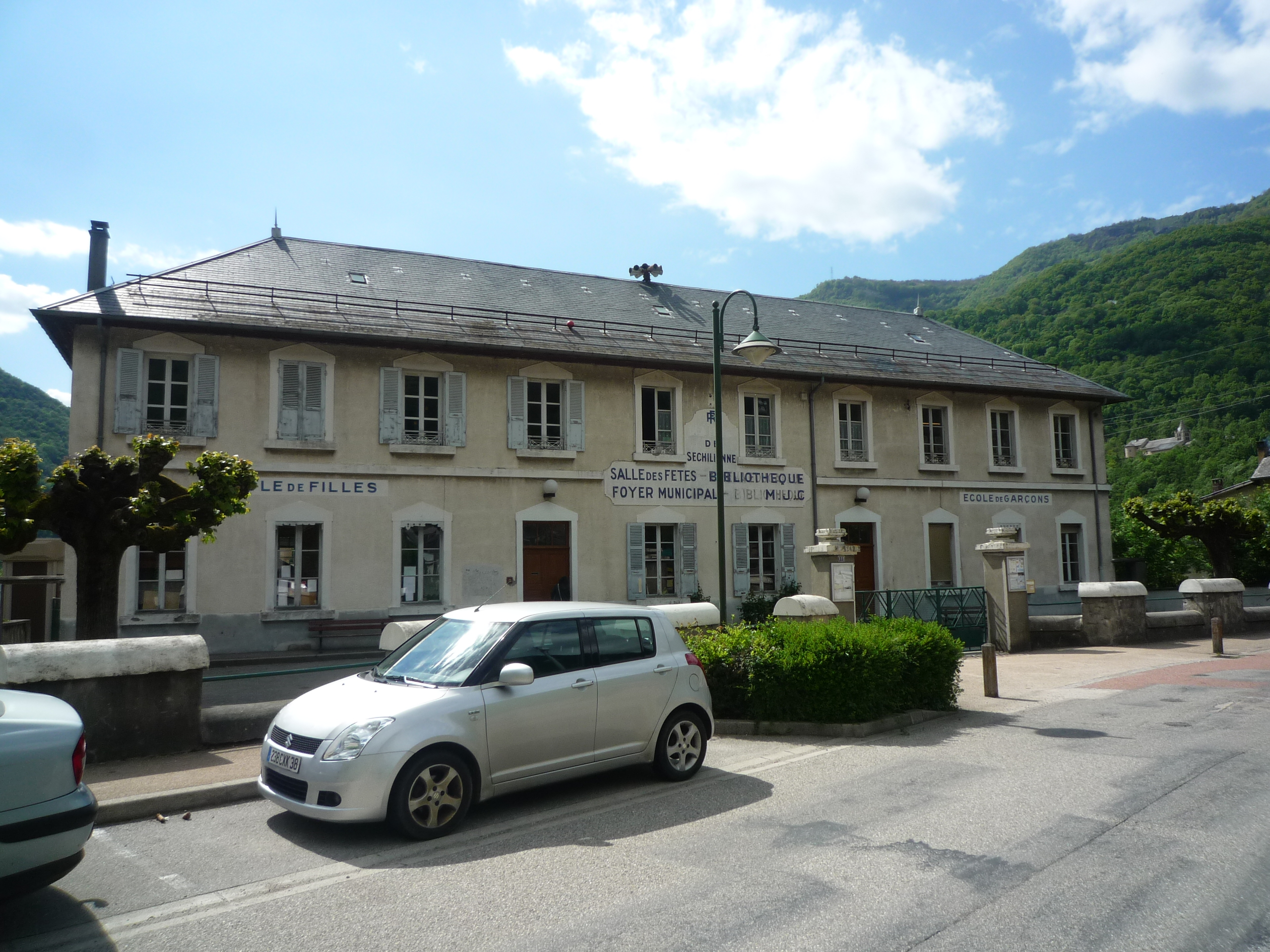
Altes Rathaus

- Kirche Saint-Martin
- Burgruine Les Alleman
- Altes Rathaus